# Tracheplexia galleyi
Tracheplexia galleyi är en fjärilsart som beskrevs av Pierre E.L. Viette 1981. Tracheplexia galleyi ingår i släktet Tracheplexia och familjen nattflyn. Inga underarter finns listade i Catalogue of Life.